# Jun Kanakubo
Jun Kanakubo (金久保 順 Kanakubo Jun?, nacido el 26 de julio de 1987 en Sakai, Ibaraki) es un futbolista japonés que se desempeña como centrocampista.

## Trayectoria

### Clubes
| Club              | País  | Año         |
| ----------------- | ----- | ----------- |
| Omiya Ardija      | Japón | 2010 - 2012 |
| Avispa Fukuoka    | Japón | 2013        |
| Kawasaki Frontale | Japón | 2014        |
| Vegalta Sendai    | Japón | 2015 - 2018 |

## Estadística de carrera

### J. League
| Club              | Año   | J. League | J. League | Copa J. League | Copa J. League | Total | Total |
| Club              | Año   | Part.     | Goles     | Part.          | Goles          | Part. | Goles |
| ----------------- | ----- | --------- | --------- | -------------- | -------------- | ----- | ----- |
| Omiya Ardija      | 2010  | 19        | 2         | 6              | 0              | 25    | 2     |
| Omiya Ardija      | 2011  | 10        | 1         | 2              | 0              | 12    | 1     |
| Omiya Ardija      | 2012  | 16        | 1         | 6              | 0              | 22    | 1     |
| Avispa Fukuoka    | 2013  | 28        | 3         | -              | -              | 28    | 3     |
| Kawasaki Frontale | 2014  | 12        | 1         | 3              | 0              | 15    | 1     |
| Vegalta Sendai    | 2015  | 20        | 1         | 1              | 0              | 21    | 1     |
| Vegalta Sendai    | 2016  | 14        | 2         | 2              | 0              | 16    | 2     |
| Vegalta Sendai    | 2017  | 2         | 0         | 1              | 0              | 3     | 0     |
| Total             | Total | 121       | 11        | 21             | 0              | 142   | 11    |